# 聖尼諾

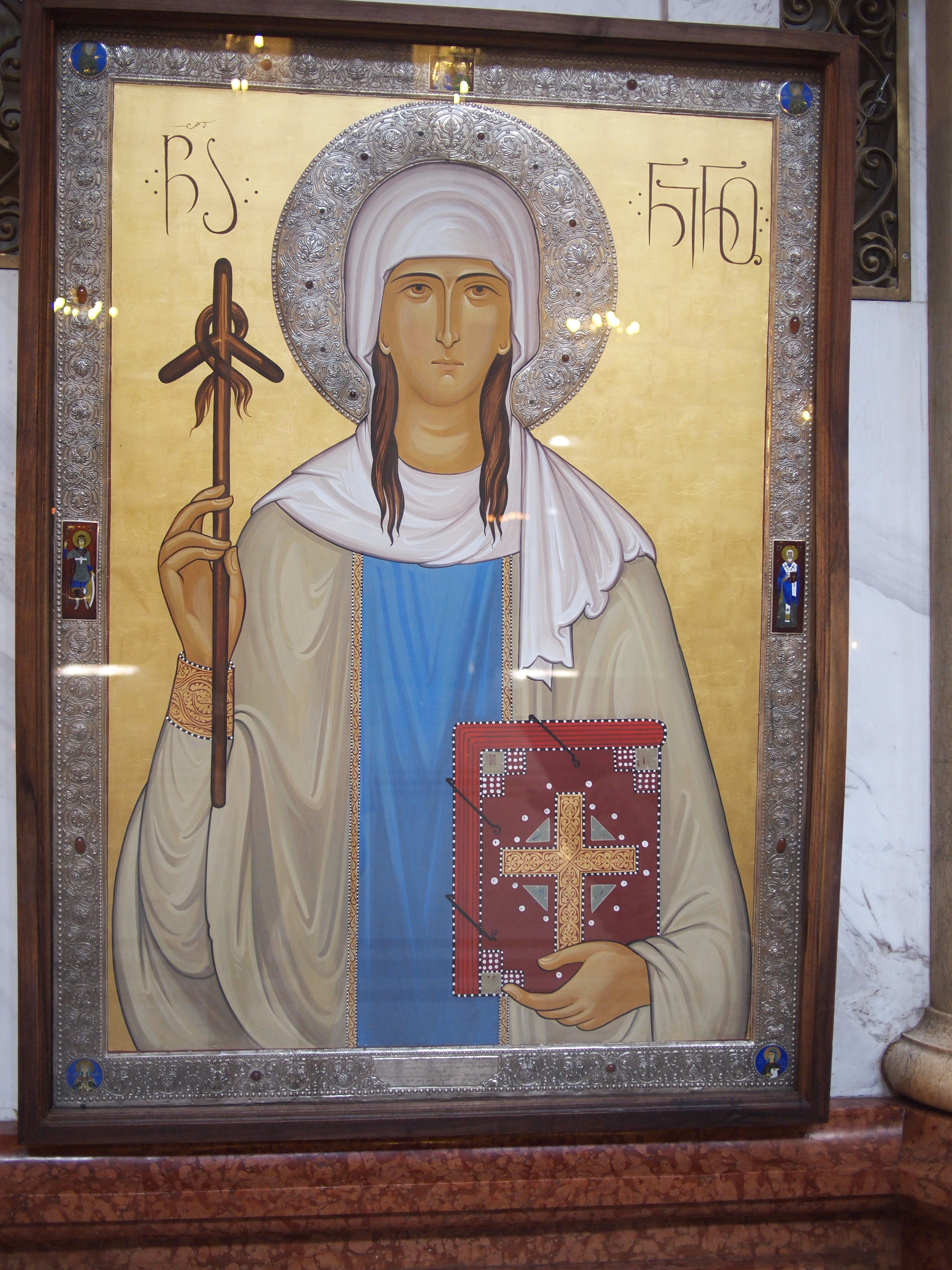
聖尼諾

聖尼諾（წმინდა ნინო，Saint Nino）是基督教早期一位聖人，於三世紀末出生於小亞細亞的卡帕多奇亞地區。她在320年左右到達伊比利亞王國，不久後王后納納與國王米利安三世都昄依了基督教。尼諾隨後隱居在卡赫蒂山區，米利安三世在她去世後建造了波德比修道院。